# Relaciones México-Sierra Leona
Las naciones de México y Sierra Leona establecieron relaciones diplomáticas en 1976. Ambas naciones son miembros de las Naciones Unidas.

## Historia
México y Sierra Leona establecieron relaciones diplomáticas en 1976. Los vínculos se han desarrollado principalmente en el marco de foros multilaterales. 
En noviembre de 2010, el gobierno de Sierra Leona envió una delegación de 19 miembros para asistir a la Conferencia de las Naciones Unidas sobre el Cambio Climático de 2010 en Cancún, México.
El 19 de abril de 2013, el embajador de México acreditado ante Sierra Leona concurrente (en ese entonces desde Nigeria), Marco Antonio García Blanco, llevó a cabo una visita de trabajo a la capital sierraleonés de Freetown, con el objetivo de promover la candidatura del Dr. Herminio Blanco a la Dirección General de la OMC. En esa ocasión, el embajador de México se reunió con el ministro de Asuntos Exteriores y Cooperación Internacional, Dr. Samura M. W. Kamara, y con el ministro de Comercio e Industria, Dr. Alhaji Usman Boie Kamara.

## Misiones Diplomáticas
- México está acreditado ante Sierra Leona a través de su embajada en Acra, Ghana.[4]
- Sierra Leona está acreditado ante México a través de su embajada en Washington D. C., Estados Unidos.[5]